# Jedna noć s kraljem
Jedna noć s kraljem (eng. One Night with the King) je američki film redatelja Michaela O. Sajbela s biblijskom tematikom snimljen u cijelosti u Radžastanu u Indiji.

## Radnja filma
Nakon što je otjerao svoju ženu Vašti, perzijski kralj Artakserkso (Luke Goss) traži novu kraljicu. Radi toga su u palaču dovedene najljepše djevojke iz cijele zemlje, među kojima i Židovka Hadasa (Tiffany Dupont) koja mijenja svoje židovsko ime u babilonsko Estera. Ona jedina zadobiva kraljevu naklonost i biva okrunjena za kraljicu.
Haman (John Noble), drugi čovjek velikog perzijskog carstva, nagovara kralja Artakserksa da izda naredbu o potpunom istrebljenju Židova, jer su oni neprijatelji države. Razbjesnio se na Esterina skrbnika Mordokaja (John Rhys Davies) koji radi na dvoru, ali mu iz vjerskih razloga nije iskazao poštovanje bacanjem na koljena pred njim.
Mordokaj tada nagovara Esteru da se zauzme za Židove. Moli je da ode kralju i traži od njega milost za svoj narod. Estera se boji, jer svatko tko bez poziva ode kralju, biva ubijen.
U isto vrijeme Artakserksu je palo na pamet da je Mordokaj nekoć bio otkrio urotu protiv kralja, a da zato nije bio nagrađen, pa je naložio Hamanu da mu u njegovo ime izrazi poštovanje, ne znajući da je Mordokaj Židov i Hamanov neprijatelj.
Estera se ipak odvažila i otišla kralju za vrijeme gozbe na koju poziva i Hamana, iznuđuje od kralja pomilovanje Židova i pogubljenje Hamana. Na Hamanovo mjesto dolazi Mordokaj i postaje drugi čovjek u državi. 

## Vanjske poveznice
- [neaktivna poveznica]
- Grace-Centered Magazine Christian Movie Review  Arhivirana inačica izvorne stranice od 19. listopada 2011. (Wayback Machine)
- Financijski podatci s Yahooa